# Miss Intercontinental 2014
Miss Intercontinental 2014 fue la cuadragésima tercera (43.ª) edición del certamen Miss Intercontinental, correspondiente al año 2014; la cual se llevó a cabo el 4 de diciembre en Magdeburgo, Alemania. Candidatas de 68 países y territorios autónomos compitieron por el título. Al final del evento, Ekaterina Plekhova, Miss Intercontinental 2013 de Rusia, coronó a Patraporn Wang, de Tailandia, como su sucesora.

## Resultados
| Posiciones                 | Candidata |
| -------------------------- | --- |
| Miss Intercontinental 2014 | - Tailandia - Patraporn Wang |
| Primera Finalista          | - Cuba - Jeslie Mergal |
| Segunda Finalista          | - Filipinas - Kris Tiffany Maslog Janson |
| Top 6                      | - Argentina - Nadina Loreley Vallina - Portugal - Joana Martins - Sudáfrica - Donique Leonard |
| Top 16                     | - Brasil - Janayna Figueiredo - Canadá - Delaney Holley - Ecuador - Ena Cristina Córdova Sarmiento - Inglaterra - Laura Jayne Gregory - Mauricio - Marie Nathalie Lesage - Myanmar - Lamung Ja Seng Tsawn - Nigeria - Chioma Judith Okafor - Polonia - Magdalena Michalak - Puerto Rico - Keysi Marie Vargas Vélez - Turquía - Özge Güneş |

### Reinas Continentales
| Continente     | Candidata                                |
| -------------- | ---------------------------------------- |
| África         | - Sudáfrica - Donique Leonard            |
| Asia y Oceanía | - Filipinas - Kris Tiffany Maslog Janson |
| Europa         | - Portugal - Joana Martins               |
| Norteamérica   | - Cuba - Jeslie Mergal                   |
| Sudamérica     | - Argentina - Nadina Loreley Vallina     |

## Premiaciones
| Premio                 | Candidata                                       |
| ---------------------- | ----------------------------------------------- |
| Miss Simpatía          | - Canadá - Delaney Holley                       |
| Miss Fotogénica        | - Filipinas - Kris Tiffany Maslog Janson        |
| Mejor Traje Nacional   | - Panamá - Stephanie Paulette González Castillo |
| Mejor en Traje de Baño | - Sudáfrica - Donique Leonard                   |
| Mejor en Traje de Gala | - Puerto Rico - Keysi Marie Vargas Vélez        |
| Mejor Cuerpo           | - Sudáfrica - Donique Leonard                   |
| Mejor en Talento       | - México - Estefanía Chávez García              |

## Antecedentes

### Sede
La sede del concurso se cambió a último momento debido a que el Departamento de Proyectos de Turismo de Jordania desistió de la idea de acoger el concurso debido a algunos problemas de seguridad que se presentan en el país lo cual pondría en riesgo la integridad y seguridad de las candidatas y por ende decidieron no realizar el concurso.

## Candidatas
68 candidatas compitieron por el título:
(En la tabla se utiliza su nombre completo, los sobrenombres van entrecomillados y los apellidos utilizados como nombre artístico, entre paréntesis; fuera de ella se utilizan sus nombres «artísticos» o simplificados).
| País/Territorio                      | Candidata                            | Edad | Residencia             |
| ------------------------------------ | ------------------------------------ | ---- | ---------------------- |
| Alemania                             | Fjollza Avdiu                        | 17   | Colonia                |
| Argentina                            | Nadina Loreley Vallina               | 19   | Buenos Aires           |
| Australia                            | Helena Majstorovic                   | 21   | Sídney                 |
| Azerbaiyán                           | Lala Mammadova                       | 21   | Bakú                   |
| Bélgica                              | Femke Van de Sype                    | 21   | Nazareth               |
| Brasil                               | Janayna Figueiredo                   | 25   | Manaus                 |
| Canadá                               | Delaney Holley                       | 23   | Renfrew                |
| Colombia                             | Carolina Crovo Sierra                | 21   | Medellín               |
| Corea del Sur                        | In Dan-Bi                            | 23   | Busan                  |
| Costa Rica                           | Raquel María Guevara                 | 18   | Naranjo                |
| Cuba                                 | Jeslie Mergal                        | 22   | Miami                  |
| Dinamarca                            | Rosa Jacobsen                        | 22   | Tórshavn               |
| Ecuador                              | Ena Cristina Córdova Sarmiento       | 22   | Loja                   |
| Egipto                               | Heba Hesham                          | 26   | El Cairo               |
| El Salvador                          | Cristina María Fernández             | 27   | San Salvador           |
| Escocia                              | Robyn Ferguson                       | 20   | Clydebank              |
| España                               | Alba Díaz Domínguez                  | 23   | Toledo                 |
| Estados Unidos                       | Selena Du                            | 23   | California City        |
| Filipinas                            | Kris Tiffany Maslog Janson           | 24   | Cebú                   |
| Francia                              | Eline Lamboley                       | 17   | París                  |
| Gales                                | Nadia Suliman                        | 21   | Llanelli               |
| Georgia                              | Tinatin Jabanasvili                  | 21   | Tiflis                 |
| Ghana                                | Gisela Emefa Gagakuma                | 27   | Acra                   |
| Grecia                               | Elissavet Georgaki                   | 22   | Atenas                 |
| Guadalupe                            | Dina Siousarram                      | 23   | Basse-Terre            |
| Honduras                             | Olga Sirey Morán Castro              | 24   | El Progreso            |
| Hungría                              | Gitta Katona                         | 23   | Budapest               |
| India                                | Chandni Sharma                       | 24   | Mandi                  |
| Indonesia                            | Ilona Cecilia Budiman                | 24   | Yakarta                |
| Inglaterra                           | Laura Jayne Gregory                  | 26   | Laughton en le Morthen |
| Irak                                 | Klaodia Jamal Khalaf                 | 21   | Bagdad                 |
| Irán                                 | Bahareh Heidari Nasserabad           | 24   | Teherán                |
| Islas Vírgenes de los Estados Unidos | Taiesa Annique Lashley               | 26   | Santo Tomás            |
| Italia                               | Francesca Ena                        | 21   | Decimoputzu            |
| Japón                                | Eriko Yoshii                         | 25   | Akita                  |
| Kosovo                               | Albijona Muharremaj                  | 18   | Suva Reka              |
| Líbano                               | Lina Cahill                          | 20   | Beirut                 |
| Lituania                             | Irmina Preišegalavičiūtė             | 18   | Panevėžys              |
| Malasia                              | Nicole Bungan Langdon-Down           | 20   | Petaling Jaya          |
| Malta                                | Pearl Haber                          | 24   | Floriana               |
| Marruecos                            | Safaa Touach                         | 24   | Kenitra                |
| Mauricio                             | Marie Nathalie Lesage                | 19   | Grand Baie             |
| México                               | Estefanía Chávez García              | 21   | Nogales                |
| Mongolia                             | Gunzaya Bat-Erdene                   | 20   | Ulán Bator             |
| Myanmar                              | Lamung Ja Seng Tsawn                 | 18   | Kachin                 |
| Nigeria                              | Chioma Judith Okafor                 | 21   | Lagos                  |
| Nueva Zelanda                        | Rohaibie Borines Rennie              | 24   | Auckland               |
| Panamá                               | Stephanie Paulette González Castillo | 24   | Ciudad de Panamá       |
| Paraguay                             | Isabel Soloaga Irala                 | 20   | Capiatá                |
| Perú                                 | Ximena Rubio Figueroa                | 20   | Trujillo               |
| Polonia                              | Magdalena Michalak                   | 21   | Lodz                   |
| Portugal                             | Joana Martins                        | 19   | Lisboa                 |
| Puerto Rico                          | Keysi Marie Vargas Vélez             | 22   | Quebradillas           |
| República Checa                      | Lenka Josefiova                      | 23   | Náchod                 |
| República Eslovaca                   | Zuzanna Borseníková                  | 25   | Považská Bystrica      |
| Rumania                              | Emanuela Tancau                      | 18   | Bacău                  |
| Singapur                             | Iris Jin                             | 19   | Ciudad de Singapur     |
| Sudáfrica                            | Donique Leonard                      | 21   | Ciudad del Cabo        |
| Suecia                               | Sara Haj Yusuf                       | 22   | Sollefteå              |
| Suiza                                | Tracy Olivia Senn                    | 23   | Zúrich                 |
| Tailandia                            | Patraporn Wang                       | 19   | Bangkok                |
| Taiwán                               | Lin Yu Jou                           | 24   | Taipéi                 |
| Tartaristán                          | Aigul Zaripova                       | 23   | Kazán                  |
| Trinidad y Tobago                    | Athaliah Tizrah Samuel               | 26   | Puerto España          |
| Turquía                              | Özge Güneş                           | 24   | Kadıköy                |
| Ucrania                              | Daria Buzuk                          | 18   | Kiev                   |
| Venezuela                            | María Alejandra Sanllorente          | 25   | Caracas                |
| Vietnam                              | Huynh Thuy Anh                       | 23   | Hanói                  |

### Candidatas reemplazadas
- Costa Rica - Lisbeth Tatiana Valverde Brenes fue reemplazada por Raquel María Guevara.
- Georgia - Elen Gamkrelidze fue reemplazada por Tinatin Jabanasvili.
- Guadalupe - Aude Belenus fue reemplazada por Dina Siousarram.
- Líbano - Nay Riachy fue reemplazada por Lina Cahill.
- Mauricio - Lorrie Ley fue reemplazada por Marie Nathalie Lesage.
- Suecia - Nina Charlotte Sjölin fue reemplazada por Sara Haj Yusuf.
- Venezuela - Isabel Andreína Mogollón fue reemplazada por María Alejandra Sanllorente.

## Datos acerca de las delegadas
Algunas de las delegadas del Miss Intercontinental 2014 han participado, o participarán, en otros certámenes internacionales de importancia:
- Nadina Loreley Vallina (Argentina) participó sin éxito en Miss Grand Internacional 2014.
- Raquel María Guevara (Costa Rica) participó sin éxito en Miss Costa Maya Internacional 2014.
- Jeslie Mergal (Cuba) fue tercera princesa en el Reinado Internacional del Café 2016 representando a Estados Unidos.
- Ena Cristina Córdova Sarmiento (Ecuador) fue ganadora de Queen of Brillancy International 2017.
- Eline Lamboley (Francia) fue semifinalista en Supermodel Internacional 2015 y cuartofinalista en Miss Grand Internacional 2015.
- Nadia Suliman (Gales) participó sin éxito en Miss Grand Internacional 2017.
- Tinatin Jabanasvili (Georgia) participó sin éxito en Miss Asia Pacífico Mundo 2014.
- Gisela Emefa Gagakuma (Ghana) fue cuartofinalista en Miss Model of the World 2011 y participó sin éxito en Exquisite Face of the Universe 2013 y Queen Beauty Universe 2015.
- Olga Sirey Morán Castro (Honduras) fue semifinalista en Top Model of the World 2014, ganadora de Miss Centroamérica Internacional 2015 y Nuestra Belleza Latina 2021 y participó sin éxito en Miss Universo 2016.
- Klaodia Jamal Khalaf (Irak) participó sin éxito en Miss Supranacional 2013 y Miss Grand Internacional 2016.
- Bahareh Heidari Nasserabad (Irán) participó sin éxito en Miss Global Internacional 2014 y Miss Grand Internacional 2014.
- Taiesa Annique Lashley (Islas Vírgenes de los Estados Unidos) participó sin éxito en Miss Mundo 2012.
- Eriko Yoshii (Japón) participó sin éxito en Miss Asia Pacífico Mundo 2012 y Miss Grand Internacional 2013 y cuarta finalista en Miss Global Internacional 2015.
- Albijona Muharremaj (Kosovo) participó sin éxito en Miss Mundo 2015 representando a Alemania.
- Irmina Preišegalavičiūtė (Lituania) fue cuartofinalista en Miss Model of the World 2013, participó sin éxito en Miss Globe 2014 y Miss Grand Internacional 2017, tercera finalista en Miss Turismo Queen of the Year Internacional 2015, ganadora de Lady Universo 2022 y participará en Miss Internacional 2023.
- Marie Nathalie Lesage (Mauricio) participó sin éxito en Miss Mundo 2013.
- Gunzaya Bat-Erdene (Mongolia) participó sin éxito en Miss 7 Continentes 2016, Miss Tourism of the Globe 2018 y Miss Universo 2019 y tercera finalista en World Miss Tourism Ambassador 2018.
- Isabel Soloaga Irala (Paraguay) participó sin éxito en el Reinado Internacional del Café 2015.
- Keysi Marie Vargas Vélez (Puerto Rico) participó sin éxito en Miss Mundo 2015.
- Lenka Josefiova (República Checa) participó sin éxito en Beauty of the World 2010, tercera finalista en Supermodel Internacional 2013, semifinalista en Miss Asia Pacífico Mundo 2014 y ganadora de Miss Turismo Europeo 2015.
- Donique Leonard (Sudáfrica) fue semifinalista en Miss Turismo Queen Internacional 2011.
- Sara Haj Yusuf (Suecia) participó sin éxito en Face of Beauty International 2013 representando a Siria.
- Patraporn Wang (Tailandia) fue cuartofinalista en Miss Supranacional 2023.
- Aigul Zaripova (Tartaristán) fue semifinalista en Top Model of The World 2013, tercera finalista en Lady Universo 2019, participó sin éxito en Miss Grand Internacional 2017 y Miss Heritage Global 2019 y octava finalista en Miss Multiverse 2019, en estos dos últimos representando a Rusia.
- Athaliah Tizrah Samuel (Trinidad y Tobago) participó sin éxito en Miss Mundo 2012 y semifinalista en Top Model of the World 2015.

## Sobre los países en Miss Intercontinental 2014

### Naciones debutantes
| - Indonesia - Marruecos | - Myanmar - Tartaristán |

### Naciones que regresan a la competencia
Compitió por última vez en 1978:
- Irán

Compitió por última vez en 1983:
- Ecuador

Compitió por última vez en 1995:
- Islas Vírgenes de los Estados Unidos

Compitieron por última vez en 2005:
- Azerbaiyán
- Vietnam

Compitió por última vez en 2006:
- Mongolia

Compitieron por última vez en 2008:
- Francia
- Irak
- Italia

Compitieron por última vez en 2009:
- Ghana
- Lituania

Compitieron por última vez en 2010:
- Suiza
- Trinidad y Tobago

Compitieron por última vez en 2011:
- Mauricio
- República Checa

Compitieron por última vez en 2012:
- Bélgica
- Brasil
- Egipto
- Japón
- Paraguay
- Singapur
- Suecia

### Naciones ausentes
Albania,  Barbados,  Bolivia,  Bonaire,  China,  Curazao,  Gabón,  Guatemala,  Guinea Ecuatorial,  Letonia,  Luxemburgo,  Martinica,  Nepal,  Países Bajos,  República Dominicana,  Rusia y  Sri Lanka no enviaron una candidata este año.